# Parafia Świętych Apostołów Piotra i Pawła w Kijach
Parafia Świętych Apostołów Piotra i Pawła – parafia rzymskokatolicka w Kijach należąca do diecezji kieleckiej, dekanatu pińczowskiego. Założona w XII wieku.
Do parafii należy 3100 wiernych wyznania rzymskokatolickiego mieszkających w następujących miejscowościach: Borczyn, Chwałowice, Czechów, Gartatowice, Gołuchów, Górki, Hajdaszek, Janów, Kije, Kliszów, Kokot, Lipnik, Rębów, Samostrzałów, Stawiany, Umianowice, Wierzbica, Wola Żydowska, Wymysłów i Żydówek.